# Sistema de Cronquist
O sistema de Cronquist é um antigo sistema de classificação para as plantas com flor (angiospermas). Este sistema foi desenvolvido por Arthur Cronquist (1919–1992) nos seus textos: An Integrated System of Classification of Flowering Plants (1981) e The Evolution and Classification of Flowering Plants (1968; segunda edição, 1988).
O sistema de Cronquist coloca as plantas com flor em duas classes amplas, monocotiledóneas e dicotiledóneas. As ordens relacionadas estão colocadas em subclasses.
O esquema ainda é bastante utilizado, tanto na sua forma original ou em versões adaptadas, mas muitos botânicos estão a adoptar a classificação Angiosperm Phylogeny Group para as ordens e famílias das plantas com flor: APG

## Classificação
| 1. O sistema como descrito em An Integrated System of Classification of Flowering Plants (1981): - Magnoliophyta (plantas com flor) classe Magnoliopsida (= dicotiledóneas) subclasse I. Magnoliidae ordem 1. Magnoliales família 1. Winteraceae família 2. Degeneriaceae família 3. Himantandraceae família 4. Eupomatiaceae família 5. Austrobaileyaceae família 6. Magnoliaceae (família da magnólia) família 7. Lactoridaceae família 8. Annonaceae família 9. Myristicaceae família 10. Canellaceae ordem 2. Laurales família 1. Amborellaceae família 2. Trimeniaceae família 3. Monimiaceae família 4. Gomortegaceae família 5. Calycanthaceae família 6. Idiospermaceae família 7. Lauraceae (família do loureiro) família 8. Hernandiaceae ordem 3. Piperales família 1. Chloranthaceae família 2. Saururaceae família 3. Piperaceae(família do piper) ordem 4. Aristolochiales família 1. Aristolochiaceae ordem 5. Illiciales família 1. Illiciaceae família 2. Schisandraceae ordem 6. Nymphaeales família 1. Nelumbonaceae família 2. Nymphaeaceae família 3. Barclayaceae família 4. Cabombaceae família 5. Ceratophyllaceae ordem 7. Ranunculales família 1. Ranunculaceae família 2. Circaeasteraceae família 3. Berberidaceae família 4. Sargentodoxaceae família 5. Lardizabalaceae família 6. Menispermaceae família 7. Coriariaceae família 8. Sabiaceae ordem 8. Papaverales família 1. Papaveraceae família 2. Fumariaceae subclasse II. Hamamelidae [Hamamelididae] ordem 1. Trochodendrales família 1. Tetracentraceae família 2. Trochodendraceae ordem 2. Hamamelidales família 1. Cercidiphyllaceae família 2. Eupteleaceae família 3. Platanaceae família 4. Hamamelidaceae família 5. Myrothamnaceae ordem 3. Daphniphyllales família 1. Daphniphyllaceae ordem 4. Didymelales família 1. Didymelaceae ordem 5. Eucommiales família 1. Eucommiaceae ordem 6. Urticales família 1. Barbeyaceae família 2. Ulmaceae família 3. Cannabaceae família 4. Moraceae família 5. Cecropiaceae família 6. Urticaceae família 7. ................. ordem 7. Leitneriales família 1. Leitneriaceae ordem 8. Juglandales família 1. Rhoipteleaceae família 2. Juglandaceae ordem 9. Myricales família 1. Myricaceae ordem 10. Fagales família 1. Balanopaceae família 2. Fagaceae família 3. Betulaceae família 4. ................ família 5. ................ ordem 11. Casuarinales família 1. Casuarinaceae subclasse III. Caryophyllidae ordem 1. Caryophyllales família 1. Phytolaccaceae família 2. Achatocarpaceae família 3. Nyctaginaceae família 4. Aizoaceae família 5. Didiereaceae família 6. Cactaceae (família dos cactos) família 7. Chenopodiaceae família 8. Amaranthaceae família 9. Portulacaceae família 10. Basellaceae família 11. Molluginaceae família 12. Caryophyllaceae ordem 2. Polygonales família 1. Polygonaceae ordem 3. Plumbaginales família 1. Plumbaginaceae subclasse IV. Dilleniidae ordem 1. Dilleniales família 1. Dilleniaceae família 2. Paeoniaceae ordem 2. Theales família 1. Ochnaceae família 2. Sphaerosepalaceae família 3. Sarcolaenaceae família 4. Dipterocarpaceae família 5. Caryocaraceae família 6. Theaceae (família da planta do chá) família 7. Actinidiaceae família 8. Scytopetalaceae família 9. Pentaphylacaceae família 10. Tetrameristaceae família 11. Pellicieraceae família 12. Oncothecaceae família 13. Marcgraviaceae família 14. Quiinaceae família 15. Elatinaceae família 16. Paracryphiaceae família 17. Medusagynaceae família 18. Clusiaceae ordem 3. Malvales família 1. Elaeocarpaceae família 2. Tiliaceae família 3. Sterculiaceae família 4. Bombacaceae família 5. Malvaceae ordem 4. Lecythidales família 1. Lecythidaceae ordem 5. Nepenthales família 1. Sarraceniaceae família 2. Nepenthaceae família 3. Droseraceae ordem 6. Violales família 1. Flacourtiaceae família 2. Peridiscaceae família 3. Bixaceae família 4. Cistaceae família 5. Huaceae família 6. Lacistemataceae família 7. Scyphostegiaceae família 8. Stachyuraceae família 9. Violaceae (família das violetas) família 10. Tamaricaceae (fam. do tamarindo) família 11. Frankeniaceae família 12. Dioncophyllaceae família 13. Ancistrocladaceae família 14. Turneraceae família 15. Malesherbiaceae família 16. Passifloraceae família 17. Achariaceae família 18. Caricaceae família 19. Fouquieriaceae família 20. Hoplestigmataceae família 21. Cucurbitaceae família 22. Datiscaceae família 23. Begoniaceae família 24. Loasaceae ordem 7. Salicales família 1. Salicaceae ordem 8. Capparales família 1. Tovariaceae família 2. Capparaceae família 3. Brassicaceae família 4. Moringaceae família 5. Resedaceae ordem 9. Batales família 1. Gyrostemonaceae família 2. Bataceae ordem 10. Ericales família 1. Cyrillaceae família 2. Clethraceae família 3. Grubbiaceae família 4. Empetraceae família 5. Epacridaceae família 6. Ericaceae família 7. Pyrolaceae família 8. Monotropaceae ordem 11. Diapensiales família 1. Diapensiaceae ordem 12. Ebenales família 1. Sapotaceae família 2. Ebenaceae família 3. Styracaceae família 4. Lissocarpaceae família 5. Symplocaceae ordem 13. Primulales família 1. Theophrastaceae família 2. Myrsinaceae família 3. Primulaceae subclasse V. Rosidae ordem 1. Rosales família 1. Brunelliaceae família 2. Connaraceae família 3. Eucryphiaceae família 4. Cunoniaceae família 5. Davidsoniaceae família 6. Dialypetalanthaceae família 7. Pittosporaceae família 8. Byblidaceae família 9. Hydrangeaceae família 10. Columelliaceae família 11. Grossulariaceae família 12. Greyiaceae família 13. Bruniaceae família 14. Anisophylleaceae família 15. Alseuosmiaceae família 16. Crassulaceae família 17. Cephalotaceae família 18. Saxifragaceae família 19. Rosaceae (famílias das rosas) família 20. Neuradaceae família 21. Crossosomataceae família 22. Chrysobalanaceae família 23. Surianaceae família 24. Rhabdodendraceae ordem 2. Fabales família 1. Mimosaceae (família da mimosa) família 2. Caesalpiniaceae família 3. Fabaceae ordem 3. Proteales família 1. Elaeagnaceae família 2. Proteaceae ordem 4. Podostemales família 1. Podostemaceae ordem 5. Haloragales família 1. Haloragaceae família 2. Gunneraceae ordem 6. Myrtales família 1. Sonneratiaceae família 2. Lythraceae família 3. Penaeaceae família 4. Crypteroniaceae família 5. Thymelaeaceae família 6. Trapaceae família 7. Myrtaceae família 8. Punicaceae família 9. Onagraceae família 10. Oliniaceae família 11. Melastomataceae família 12. Combretaceae família 13. ................ família 14. ................ ordem 7. Rhizophorales família 1. Rhizophoraceae ordem 8. Cornales família 1. Alangiaceae família 2. Nyssaceae família 3. Cornaceae família 4. Garryaceae ordem 9. Santalales família 1. Medusandraceae família 2. Dipentodontaceae família 3. Olacaceae família 4. Opiliaceae família 5. Santalaceae família 6. Misodendraceae família 7. Loranthaceae família 8. Viscaceae família 9. Eremolepidaceae família 10. Balanophoraceae ordem 10. Rafflesiales família 1. Hydnoraceae família 2. Mitrastemonaceae família 3. Rafflesiaceae ordem 11. Celastrales família 1. Geissolomataceae família 2. Celastraceae família 3. Hippocrateaceae família 4. Stackhousiaceae família 5. Salvadoraceae família 6. Aquifoliaceae família 7. Icacinaceae família 8. Aextoxicaceae família 9. Cardiopteridaceae família 10. Corynocarpaceae família 11. Dichapetalaceae família 12. ................... ordem 12. Euphorbiales família 1. Buxaceae família 2. Simmondsiaceae família 3. Pandaceae família 4. Euphorbiaceae ordem 13. Rhamnales família 1. Rhamnaceae família 2. Leeaceae família 3. Vitaceae ordem 14. Linales família 1. Erythroxylaceae família 2. Humiriaceae família 3. Ixonanthaceae família 4. Hugoniaceae família 5. Linaceae ordem 15. Polygalales família 1. Malpighiaceae família 2. Vochysiaceae família 3. Trigoniaceae família 4. Tremandraceae família 5. Polygalaceae família 6. Xanthophyllaceae família 7. Krameriaceae ordem 16. Sapindales família 1. Staphyleaceae família 2. Melianthaceae família 3. Bretschneideraceae família 4. Akaniaceae família 5. Sapindaceae família 6. Hippocastanaceae família 7. Aceraceae família 8. Burseraceae família 9. Anacardiaceae família 10. Julianiaceae família 11. Simaroubaceae família 12. Cneoraceae família 13. Meliaceae família 14. Rutaceae família 15. Zygophyllaceae ordem 17. Geraniales família 1. Oxalidaceae família 2. Geraniaceae família 3. Limnanthaceae família 4. Tropaeolaceae família 5. Balsaminaceae ordem 18. Apiales família 1. Araliaceae família 2. Apiaceae subclasse VI. Asteridae ordem 1. Gentianales família 1. Loganiaceae família 2. Retziaceae família 3. Gentianaceae família 4. Saccifoliaceae família 5. Apocynaceae família 6. Asclepiadaceae ordem 2. Solanales família 1. Duckeodendraceae família 2. Nolanaceae família 3. Solanaceae família 4. Convolvulaceae família 5. Cuscutaceae família 6. Menyanthaceae família 7. Polemoniaceae família 8. Hydrophyllaceae família 9. ................... ordem 3. Lamiales família 1. Lennoaceae família 2. Boraginaceae família 3. Verbenaceae família 4. Lamiaceae ordem 4. Callitrichales família 1. Hippuridaceae família 2. Callitrichaceae família 3. Hydrostachyaceae ordem 5. Plantaginales família 1. Plantaginaceae ordem 6. Scrophulariales família 1. Buddlejaceae família 2. Oleaceae (família da oliveira) família 3. Scrophulariaceae família 4. Globulariaceae família 5. Myoporaceae família 6. Orobanchaceae família 7. Gesneriaceae família 8. Acanthaceae família 9. Pedaliaceae família 10. Bignoniaceae família 11. Mendonciaceae família 12. Lentibulariaceae ordem 7. Campanulales família 1. Pentaphragmataceae família 2. Sphenocleaceae família 3. Campanulaceae família 4. Stylidiaceae família 5. Donatiaceae família 6. Brunoniaceae família 7. Goodeniaceae ordem 8. Rubiales família 1. Rubiaceae família 2. Theligonaceae ordem 9. Dipsacales família 1. Caprifoliaceae família 2. Adoxaceae família 3. Valerianaceae família 4. Dipsacaceae ordem 10. Calycerales família 1. Calyceraceae ordem 11. Asterales família 1. Asteraceae classe Liliopsida (= monocotiledóneas) subclasse I. Alismatidae ordem 1. Alismatales família 1. Butomaceae família 2. Limnocharitaceae família 3. Alismataceae ordem 2. Hydrocharitales família 1. Hydrocharitaceae ordem 3. Najadales família 1. Aponogetonaceae família 2. Scheuchzeriaceae família 3. Juncaginaceae família 4. Potamogetonaceae família 5. Ruppiaceae família 6. Najadaceae família 7. Zannichelliaceae família 8. Posidoniaceae família 9. Cymodoceaceae família 10. Zosteraceae ordem 4. Triuridales família 1. Petrosaviaceae família 2. Triuridaceae subclasse II. Arecidae ordem 1. Arecales família 1. Arecaceae (família da palmeira) ordem 2. Cyclanthales família 1. Cyclanthaceae ordem 3. Pandanales família 1. Pandanaceae (família do pandan) ordem 4. Arales família 1. Araceae família 2. Lemnaceae família 3. ................ subclasse III. Commelinidae ordem 1. Commelinales família 1. Rapateaceae família 2. Xyridaceae família 3. Mayacaceae família 4. Commelinaceae ordem 2. Eriocaulales família 1. Eriocaulaceae ordem 3. Restionales família 1. Flagellariaceae família 2. Joinvilleaceae família 3. Restionaceae família 4. Centrolepidaceae ordem 4. Juncales família 1. Juncaceae família 2. Thurniaceae ordem 5. Cyperales família 1. Cyperaceae família 2. Poaceae (família da relva) ordem 6. Hydatellales família 1. Hydatellaceae ordem 7. Typhales família 1. Sparganiaceae família 2. Typhaceae subclasse IV. Zingiberidae ordem 1. Bromeliales família 1. Bromeliaceae ordem 2. Zingiberales família 1. Strelitziaceae família 2. Heliconiaceae família 3. Musaceae família 4. Lowiaceae família 5. Zingiberaceae (família do gengibre) família 6. Costaceae família 7. Cannaceae família 8. Marantaceae subclasse V. Liliidae ordem 1. Liliales família 1. Philydraceae família 2. Pontederiaceae família 3. Haemodoraceae família 4. Cyanastraceae família 5. Liliaceae (família dos lírios) família 6. Iridaceae (família dos iris) família 7. Velloziaceae família 8. Aloeaceae (família do aloe) família 9. Agavaceae família 10. Xanthorrhoeaceae família 11. Hanguanaceae família 12. Taccaceae família 13. Stemonaceae família 14. Smilacaceae família 15. Dioscoreaceae ordem 2. Orchidales família 1. Geosiridaceae família 2. Burmanniaceae família 3. Corsiaceae família 4. Orchidaceae (família das orquídeas) | 2. O sistema como descrito em The Evolution and Classification of Flowering Plants (1968; segunda edição, 1988). - Magnoliophyta (plantas com flor) classe Magnoliopsida (= dicotiledóneas) subclasse I. Magnoliidae ordem 1. Magnoliales família 1. Winteraceae família 2. Degeneriaceae família 3. Himantandraceae família 4. Eupomatiaceae família 5. Austrobaileyaceae família 6. Magnoliaceae família 7. Lactoridaceae família 8. Annonaceae família 9. Myristicaceae família 10. Canellaceae ordem 2. Laurales família 1. Amborellaceae família 2. Trimeniaceae família 3. Monimiaceae família 4. Gomortegaceae família 5. Calycanthaceae família 6. Idiospermaceae família 7. Lauraceae família 8. Hernandiaceae ordem 3. Piperales família 1. Chloranthaceae família 2. Saururaceae família 3. Piperaceae ordem 4. Aristolochiales família 1. Aristolochiaceae ordem 5. Illiciales família 1. Illiciaceae família 2. Schisandraceae ordem 6. Nymphaeales família 1. Nelumbonaceae família 2. Nymphaeaceae família 3. Barclayaceae família 4. Cabombaceae família 5. Ceratophyllaceae ordem 7. Ranunculales família 1. Ranunculaceae família 2. Circaeasteraceae família 3. Berberidaceae família 4. Sargentodoxaceae família 5. Lardizabalaceae família 6. Menispermaceae família 7. Coriariaceae família 8. Sabiaceae ordem 8. Papaverales família 1. Papaveraceae família 2. Fumariaceae subclasse II. Hamamelidae ordem 1. Trochodendrales família 1. Tetracentraceae família 2. Trochodendraceae ordem 2. Hamamelidales família 1. Cercidiphyllaceae família 2. Eupteleaceae família 3. Platanaceae família 4. Hamamelidaceae família 5. Myrothamnaceae ordem 3. Daphniphyllales família 1. Daphniphyllaceae ordem 4. Didymelales família 1. Didymelaceae ordem 5. Eucommiales família 1. Eucommiaceae ordem 6. Urticales família 1. Barbeyaceae família 2. Ulmaceae família 3. Cannabaceae família 4. Moraceae família 5. Cecropiaceae família 6. Urticaceae família 7. Physenaceae ordem 7. Leitneriales família 1. Leitneriaceae ordem 8. Juglandales família 1. Rhoipteleaceae família 2. Juglandaceae ordem 9. Myricales família 1. Myricaceae ordem 10. Fagales família 1. Balanopaceae família 2. Fagaceae família 3. Betulaceae família 4. Ticodendraceae família 5. Nothofagaceae ordem 11. Casuarinales família 1. Casuarinaceae subclasse III. Caryophyllidae ordem 1. Caryophyllales família 1. Phytolaccaceae família 2. Achatocarpaceae família 3. Nyctaginaceae família 4. Aizoaceae família 5. Didiereaceae família 6. Cactaceae família 7. Chenopodiaceae família 8. Amaranthaceae família 9. Portulacaceae família 10. Basellaceae família 11. Molluginaceae família 12. Caryophyllaceae ordem 2. Polygonales família 1. Polygonaceae ordem 3. Plumbaginales família 1. Plumbaginaceae subclasse IV. Dilleniidae ordem 1. Dilleniales família 1. Dilleniaceae família 2. Paeoniaceae ordem 2. Theales família 1. Ochnaceae família 2. Sphaerosepalaceae família 3. Sarcolaenaceae família 4. Dipterocarpaceae família 5. Caryocaraceae família 6. Theaceae família 7. Actinidiaceae família 8. Scytopetalaceae família 9. Pentaphylacaceae família 10. Tetrameristaceae família 11. Pellicieraceae família 12. Oncothecaceae família 13. Marcgraviaceae família 14. Quiinaceae família 15. Elatinaceae família 16. Paracryphiaceae família 17. Medusagynaceae família 18. Clusiaceae ordem 3. Malvales família 1. Elaeocarpaceae família 2. Tiliaceae família 3. Sterculiaceae família 4. Bombacaceae família 5. Malvaceae ordem 4. Lecythidales família 1. Lecythidaceae ordem 5. Nepenthales família 1. Sarraceniaceae família 2. Nepenthaceae família 3. Droseraceae ordem 6. Violales família 1. Flacourtiaceae família 2. Peridiscaceae família 3. Bixaceae família 4. Cistaceae família 5. Huaceae família 6. Lacistemataceae família 7. Scyphostegiaceae família 8. Stachyuraceae família 9. Violaceae família 10. Tamaricaceae família 11. Frankeniaceae família 12. Dioncophyllaceae família 13. Ancistrocladaceae família 14. Turneraceae família 15. Malesherbiaceae família 16. Passifloraceae família 17. Achariaceae família 18. Caricaceae família 19. Fouquieriaceae família 20. Hoplestigmataceae família 21. Cucurbitaceae família 22. Datiscaceae família 23. Begoniaceae família 24. Loasaceae ordem 7. Salicales família 1. Salicaceae ordem 8. Capparales família 1. Tovariaceae família 2. Capparaceae família 3. Brassicaceae família 4. Moringaceae família 5. Resedaceae ordem 9. Batales família 1. Gyrostemonaceae família 2. Bataceae ordem 10. Ericales família 1. Cyrillaceae família 2. Clethraceae família 3. Grubbiaceae família 4. Empetraceae família 5. Epacridaceae família 6. Ericaceae família 7. Pyrolaceae família 8. Monotropaceae ordem 11. Diapensiales família 1. Diapensiaceae ordem 12. Ebenales família 1. Sapotaceae família 2. Ebenaceae família 3. Styracaceae família 4. Lissocarpaceae família 5. Symplocaceae ordem 13. Primulales família 1. Theophrastaceae família 2. Myrsinaceae família 3. Primulaceae subclasse V. Rosidae ordem 1. Rosales família 1. Brunelliaceae família 2. Connaraceae família 3. Eucryphiaceae família 4. Cunoniaceae família 5. Davidsoniaceae família 6. Dialypetalanthaceae família 7. Pittosporaceae família 8. Byblidaceae família 9. Hydrangeaceae família 10. Columelliaceae família 11. Grossulariaceae família 12. Greyiaceae família 13. Bruniaceae família 14. Anisophylleaceae família 15. Alseuosmiaceae família 16. Crassulaceae família 17. Cephalotaceae família 18. Saxifragaceae família 19. Rosaceae família 20. Neuradaceae família 21. Crossosomataceae família 22. Chrysobalanaceae família 23. Surianaceae família 24. Rhabdodendraceae ordem 2. Fabales família 1. Mimosaceae família 2. Caesalpiniaceae família 3. Fabaceae ordem 3. Proteales família 1. Elaeagnaceae família 2. Proteaceae ordem 4. Podostemales família 1. Podostemaceae ordem 5. Haloragales família 1. Haloragaceae família 2. Gunneraceae ordem 6. Myrtales família 1. Sonneratiaceae família 2. Lythraceae família 3. Penaeaceae família 4. Crypteroniaceae família 5. Thymelaeaceae família 6. Trapaceae família 7. Myrtaceae família 8. Punicaceae família 9. Onagraceae família 10. Oliniaceae família 11. Melastomataceae família 12. Combretaceae família 13. Rhynchocalycaceae família 14. Alzateaceae ordem 7. Rhizophorales família 1. Rhizophoraceae ordem 8. Cornales família 1. Alangiaceae família 2. ................ família 3. Cornaceae família 4. Garryaceae ordem 9. Santalales família 1. Medusandraceae família 2. Dipentodontaceae família 3. Olacaceae família 4. Opiliaceae família 5. Santalaceae família 6. Misodendraceae família 7. Loranthaceae família 8. Viscaceae família 9. Eremolepidaceae família 10. Balanophoraceae ordem 10. Rafflesiales família 1. Hydnoraceae família 2. Mitrastemonaceae família 3. Rafflesiaceae ordem 11. Celastrales família 1. Geissolomataceae família 2. Celastraceae família 3. Hippocrateaceae família 4. Stackhousiaceae família 5. Salvadoraceae família 6. Aquifoliaceae família 7. Icacinaceae família 8. Aextoxicaceae família 9. Cardiopteridaceae família 10. Corynocarpaceae família 11. Dichapetalaceae família 12. Tepuianthaceae ordem 12. Euphorbiales família 1. Buxaceae família 2. Simmondsiaceae família 3. Pandaceae família 4. Euphorbiaceae ordem 13. Rhamnales família 1. Rhamnaceae família 2. Leeaceae família 3. Vitaceae ordem 14. Linales família 1. Erythroxylaceae família 2. Humiriaceae família 3. Ixonanthaceae família 4. Hugoniaceae família 5. Linaceae ordem 15. Polygalales família 1. Malpighiaceae família 2. Vochysiaceae família 3. Trigoniaceae família 4. Tremandraceae família 5. Polygalaceae família 6. Xanthophyllaceae família 7. Krameriaceae ordem 16. Sapindales família 1. Staphyleaceae família 2. Melianthaceae família 3. Bretschneideraceae família 4. Akaniaceae família 5. Sapindaceae família 6. Hippocastanaceae família 7. Aceraceae família 8. Burseraceae família 9. Anacardiaceae família 10. Julianiaceae família 11. Simaroubaceae família 12. Cneoraceae família 13. Meliaceae família 14. Rutaceae família 15. Zygophyllaceae ordem 17. Geraniales família 1. Oxalidaceae família 2. Geraniaceae família 3. Limnanthaceae família 4. Tropaeolaceae família 5. Balsaminaceae ordem 18. Apiales família 1. Araliaceae família 2. Apiaceae subclasse VI. Asteridae ordem 1. Gentianales família 1. Loganiaceae família 2. ................ família 3. Gentianaceae família 4. Saccifoliaceae família 5. Apocynaceae família 6. Asclepiadaceae ordem 2. Solanales família 1. Duckeodendraceae família 2. Nolanaceae família 3. Solanaceae família 4. Convolvulaceae família 5. Cuscutaceae família 6. Menyanthaceae família 7. Polemoniaceae família 8. Hydrophyllaceae família 9. Retziaceae ordem 3. Lamiales família 1. Lennoaceae família 2. Boraginaceae família 3. Verbenaceae família 4. Lamiaceae ordem 4. Callitrichales família 1. Hippuridaceae família 2. Callitrichaceae família 3. Hydrostachyaceae ordem 5. Plantaginales família 1. Plantaginaceae ordem 6. Scrophulariales família 1. Buddlejaceae família 2. Oleaceae família 3. Scrophulariaceae família 4. Globulariaceae família 5. Myoporaceae família 6. Orobanchaceae família 7. Gesneriaceae família 8. Acanthaceae família 9. Pedaliaceae família 10. Bignoniaceae família 11. Mendonciaceae família 12. Lentibulariaceae ordem 7. Campanulales família 1. Pentaphragmataceae família 2. Sphenocleaceae família 3. Campanulaceae família 4. Stylidiaceae família 5. Donatiaceae família 6. Brunoniaceae família 7. Goodeniaceae ordem 8. Rubiales família 1. Rubiaceae família 2. Theligonaceae ordem 9. Dipsacales família 1. Caprifoliaceae família 2. Adoxaceae família 3. Valerianaceae família 4. Dipsacaceae ordem 10. Calycerales família 1. Calyceraceae ordem 11. Asterales família 1. Asteraceae classe Liliopsida (= monocotiledóneas) subclasse I. Alismatidae ordem 1. Alismatales família 1. Butomaceae família 2. Limnocharitaceae família 3. Alismataceae ordem 2. Hydrocharitales família 1. Hydrocharitaceae ordem 3. Najadales família 1. Aponogetonaceae família 2. Scheuchzeriaceae família 3. Juncaginaceae família 4. Potamogetonaceae família 5. Ruppiaceae família 6. Najadaceae família 7. Zannichelliaceae família 8. Posidoniaceae família 9. Cymodoceaceae família 10. Zosteraceae ordem 4. Triuridales família 1. Petrosaviaceae família 2. Triuridaceae subclasse II. Arecidae ordem 1. Arecales família 1. Arecaceae ordem 2. Cyclanthales família 1. Cyclanthaceae ordem 3. Pandanales família 1. Pandanaceae ordem 4. Arales família 1. Araceae família 2. Lemnaceae família 3. Acoraceae subclasse III. Commelinidae ordem 1. Commelinales família 1. Rapateaceae família 2. Xyridaceae família 3. Mayacaceae família 4. Commelinaceae ordem 2. Eriocaulales família 1. Eriocaulaceae ordem 3. Restionales família 1. Flagellariaceae família 2. Joinvilleaceae família 3. Restionaceae família 4. Centrolepidaceae ordem 4. Juncales família 1. Juncaceae família 2. Thurniaceae ordem 5. Cyperales família 1. Cyperaceae família 2. Poaceae ordem 6. Hydatellales família 1. Hydatellaceae ordem 7. Typhales família 1. Sparganiaceae família 2. Typhaceae subclasse IV. Zingiberidae ordem 1. Bromeliales família 1. Bromeliaceae ordem 2. Zingiberales família 1. Strelitziaceae família 2. Heliconiaceae família 3. Musaceae família 4. Lowiaceae família 5. Zingiberaceae família 6. Costaceae família 7. Cannaceae família 8. Marantaceae subclasse V. Liliidae ordem 1. Liliales família 1. Philydraceae família 2. Pontederiaceae família 3. Haemodoraceae família 4. Cyanastraceae família 5. Liliaceae família 6. Iridaceae família 7. Velloziaceae família 8. Aloeaceae família 9. Agavaceae família 10. Xanthorrhoeaceae família 11. Hanguanaceae família 12. Taccaceae família 13. Stemonaceae família 14. Smilacaceae família 15. Dioscoreaceae ordem 2. Orchidales família 1. Geosiridaceae família 2. Burmanniaceae família 3. Corsiaceae família 4. Orchidaceae |